# Volta Ciclista a Catalunya 1996
La Volta Ciclista a Catalunya 1996, settantaseiesima edizione della corsa, si svolse in sette tappe, precedute da un prologo, dal 13 al 20 giugno 1996, per un percorso totale di 938,1 km, con partenza da Castell-Platja d'Aro e arrivo ad Igualada. La vittoria fu appannaggio dello svizzero Alex Zülle, che completò il percorso in 24h45'29", precedendo l'australiano Patrick Jonker e l'italiano Marco Fincato.

## Tappe
| Tappa  | Data      | Percorso                                                        | km    | Vincitore di tappa | Leader cl. generale |
| ------ | --------- | --------------------------------------------------------------- | ----- | ------------------ | ------------------- |
| Pr.    | 13 giugno | Castell-Platja d'Aro > Castell-Platja d'Aro (cron. individuale) | 8,2   | Alex Zülle         | Alex Zülle          |
| 1ª     | 14 giugno | Castell-Platja d'Aro > Manresa                                  | 190,9 | Marco Saligari     | Alex Zülle          |
| 2ª     | 15 giugno | Torrelavit > Barcellona                                         | 147,1 | Mario Cipollini    | Alex Zülle          |
| 3ª     | 16 giugno | Montellà i Martinet > Lles de Cerdanya (cron. individuale)      | 13,5  | Alex Zülle         | Alex Zülle          |
| 4ª     | 17 giugno | La Seu d'Urgell > Bagnères-de-Luchon (FRA)                      | 180,0 | Patrick Jonker     | Alex Zülle          |
| 5ª     | 18 giugno | Bagnères-de-Luchon (FRA) > Lleida                               | 188,0 | Mario Cipollini    | Alex Zülle          |
| 6ª     | 19 giugno | Vila-seca > Port Aventura (cron. individuale)                   | 20,4  | Alex Zülle         | Alex Zülle          |
| 7ª     | 20 giugno | Port Aventura > Igualada                                        | 190,0 | Marcel Wüst        | Alex Zülle          |
| Totale | Totale    | Totale                                                          | 938,1 |                    |                     |

## Dettagli delle tappe

### Prologo
- 13 giugno: Castell-Platja d'Aro – (cron. individuale) - 8,2 km

Risultati
| Pos. | Corridore          | Squadra  | Tempo |
| ---- | ------------------ | -------- | ----- |
| 1    | Alex Zülle         | ONCE     | 9'56" |
| 2    | Patrick Jonker     | ONCE     | a 9"  |
| 3    | Maurizio Fondriest | Roslotto | a 12" |

| Pos. | Corridore          | Squadra  | Tempo |
| ---- | ------------------ | -------- | ----- |
| 1    | Alex Zülle         | ONCE     | 9'56" |
| 2    | Patrick Jonker     | ONCE     | a 9"  |
| 3    | Maurizio Fondriest | Roslotto | a 12" |

### 1ª tappa
- 14 giugno: Castell-Platja d'Aro > Manresa – 190,9 km

Risultati
| Pos. | Corridore            | Squadra    | Tempo    |
| ---- | -------------------- | ---------- | -------- |
| 1    | Marco Saligari       | MG Boys    | 5h01'21" |
| 2    | Maurizio Fondriest   | Roslotto   | s.t.     |
| 3    | Massimiliano Gentili | Cantina T. | s.t.     |

| Pos. | Corridore          | Squadra  | Tempo    |
| ---- | ------------------ | -------- | -------- |
| 1    | Alex Zülle         | ONCE     | 5h11'17" |
| 2    | Maurizio Fondriest | Roslotto | a 12"    |
| 3    | Patrick Jonker     | ONCE     | a 16"    |

### 2ª tappa
- 15 giugno: Torrelavit > Barcellona – 147,1 km

Risultati
| Pos. | Corridore         | Squadra | Tempo    |
| ---- | ----------------- | ------- | -------- |
| 1    | Mario Cipollini   | Saeco   | 3h33'30" |
| 2    | Marcel Wüst       | MX Onda | s.t.     |
| 3    | Peter Van Petegem | TVM     | s.t.     |

| Pos. | Corridore          | Squadra  | Tempo    |
| ---- | ------------------ | -------- | -------- |
| 1    | Alex Zülle         | ONCE     | 8h44'47" |
| 2    | Maurizio Fondriest | Roslotto | a 12"    |
| 3    | Patrick Jonker     | ONCE     | a 16"    |

### 3ª tappa
- 16 giugno: Montellà i Martinet > Lles de Cerdanya (cron. individuale) – 13,5 km

Risultati
| Pos. | Corridore        | Squadra | Tempo   |
| ---- | ---------------- | ------- | ------- |
| 1    | Alex Zülle       | ONCE    | 28'39"  |
| 2    | Patrick Jonker   | ONCE    | a 1'09" |
| 3    | Marcelino Alonso | ONCE    | a 1'37" |

| Pos. | Corridore      | Squadra  | Tempo    |
| ---- | -------------- | -------- | -------- |
| 1    | Alex Zülle     | ONCE     | 9h13'26" |
| 2    | Patrick Jonker | ONCE     | a 1'25"  |
| 3    | Marco Fincato  | Roslotto | a 2'20"  |

### 4ª tappa
- 17 giugno: La Seu d'Urgell > Bagnères-de-Luchon (FRA) - 180,0 km

Risultati
| Pos. | Corridore      | Squadra  | Tempo    |
| ---- | -------------- | -------- | -------- |
| 1    | Patrick Jonker | ONCE     | 5h24'34" |
| 2    | Alex Zülle     | ONCE     | s.t.     |
| 3    | Marco Fincato  | Roslotto | a 1'20"  |

| Pos. | Corridore      | Squadra  | Tempo     |
| ---- | -------------- | -------- | --------- |
| 1    | Alex Zülle     | ONCE     | 14h38'20" |
| 2    | Patrick Jonker | ONCE     | a 1'05"   |
| 3    | Marco Fincato  | Roslotto | a 3'20"   |

### 5ª tappa
- 18 giugno: Bagnères-de-Luchon (FRA) > Lleida – 188,0 km

Risultati
| Pos. | Corridore        | Squadra  | Tempo    |
| ---- | ---------------- | -------- | -------- |
| 1    | Mario Cipollini  | Saeco    | 5h13'47" |
| 2    | Marcel Wüst      | MX Onda  | s.t.     |
| 3    | Andrea Ferrigato | Roslotto | s.t.     |

| Pos. | Corridore      | Squadra  | Tempo     |
| ---- | -------------- | -------- | --------- |
| 1    | Alex Zülle     | ONCE     | 19h52'07" |
| 2    | Patrick Jonker | ONCE     | a 1'05"   |
| 3    | Marco Fincato  | Roslotto | a 3'20"   |

### 6ª tappa
- 19 giugno: Vila-seca > Port Aventura (cron. individuale) – 20,4 km

Risultati
| Pos. | Corridore      | Squadra | Tempo  |
| ---- | -------------- | ------- | ------ |
| 1    | Alex Zülle     | ONCE    | 22'53" |
| 2    | Patrick Jonker | ONCE    | a 3"   |
| 3    | Francis Moreau | GAN     | a 38"  |

| Pos. | Corridore      | Squadra  | Tempo     |
| ---- | -------------- | -------- | --------- |
| 1    | Alex Zülle     | ONCE     | 20h15'00" |
| 2    | Patrick Jonker | ONCE     | a 1'08"   |
| 3    | Marco Fincato  | Roslotto | a 4'23"   |

### 7ª tappa
- 20 giugno: Port Aventura > Igualada – 190,0 km

Risultati
| Pos. | Corridore         | Squadra | Tempo    |
| ---- | ----------------- | ------- | -------- |
| 1    | Marcel Wüst       | MX Onda | 4h30'27" |
| 2    | Ángel Edo         | Kelme   | s.t.     |
| 3    | Peter Van Petegem | TVM     | s.t.     |

| Pos. | Corridore      | Squadra  | Tempo     |
| ---- | -------------- | -------- | --------- |
| 1    | Alex Zülle     | ONCE     | 24h45'29" |
| 2    | Patrick Jonker | ONCE     | a 1'08"   |
| 3    | Marco Fincato  | Roslotto | a 4'23"   |

## Classifiche finali

### Classifica generale
| Pos. | Corridore               | Squadra                      | Tempo     |
| ---- | ----------------------- | ---------------------------- | --------- |
| 1    | Alex Zülle              | ONCE                         | 24h45'29" |
| 2    | Patrick Jonker          | ONCE                         | a 1'08"   |
| 3    | Marco Fincato           | Roslotto-ZG Mobili           | a 4'23"   |
| 4    | Massimiliano Gentili    | Cantina Tollo-Co.Bo.         | a 7'05"   |
| 5    | Laudelino Cubino        | Kelme-Artiach                | a 7'40"   |
| 6    | Bo Hamburger            | TVM-Farm Frites              | a 7'46"   |
| 7    | Marcelino García Alonso | ONCE                         | a 8'27"   |
| 8    | Roberto Pistore         | MG Boys Maglificio-Technogym | a 8'55"   |
| 9    | Marco Saligari          | MG Boys Maglificio-Technogym | a 9'55"   |
| 10   | Paolo Savoldelli        | Roslotto-ZG Mobili           | a 10'17"  |

### Classifica scalatori
| Pos. | Corridore        | Squadra            | Punti |
| ---- | ---------------- | ------------------ | ----- |
| 1    | Laudelino Cubino | Kelme-Artiach      | 61    |
| 2    | Marco Fincato    | Roslotto-ZG Mobili | 41    |
| 3    | Alex Zülle       | ONCE               | 40    |

### Classifica sprint
| Pos. | Corridore         | Squadra | Punti |
| ---- | ----------------- | ------- | ----- |
| 1    | Marcel Wüst       | MX Onda | 14    |
| 2    | Massimiliano Mori | Saeco   | 7     |
| 3    | José Espinosa     | MX Onda | 6     |

### Classifica squadre
| Pos. | Squadra            | Tempo     |
| ---- | ------------------ | --------- |
| 1    | ONCE               | 74h25'31" |
| 2    | Roslotto-ZG Mobili | a 17'00"  |
| 3    | Kelme-Artiach      | a 29'13"  |